# Aigurande
Aigurande er en kommune i departementet Indre i det centrale Frankrig. Indbyggerne kaldes aigurandais.

## Historie
Byens navn kommer fra det galliske ord "Equoranda", som henviser til en flod som fungerede som grænse mellem to galliske stammer (i dette tilfælde Pictonerne (fra Poitou) og Biturigerne).